# Kerekeri, Somvarpet
Kerekeri là một làng thuộc tehsil Somvarpet, huyện Kodagu, bang Karnataka, Ấn Độ.